# Pteroclava krempfi
Pteroclava krempfi is een hydroïdpoliep uit de familie Cladocorynidae. De poliep komt uit het geslacht Pteroclava. Pteroclava krempfi werd in 1919 voor het eerst wetenschappelijk beschreven door Billard. 